# Tank (album)
Pour les articles homonymes, voir Tank.

Tank  est un album de Asian Dub Foundation sorti en 2005

## Titres
| No  | Titre                 | Durée |
| --- | --------------------- | ----- |
| 1.  | Flyover               | 4:17  |
| 2.  | Tank                  | 5:36  |
| 3.  | Hope                  | 5:09  |
| 4.  | Round Up              | 4:36  |
| 5.  | Oil                   | 4:33  |
| 6.  | Powerlines            | 4:34  |
| 7.  | Who Runs the Place    | 4:11  |
| 8.  | Take Back the Power   | 4:27  |
| 9.  | Warring Dhol          | 5:54  |
| 10. | Tomorrow Begins Today | 3:59  |
| 11. | Melody 7              | 6:14  |